# おかちゃん
おかちゃん（1984年（昭和59年）6月27日 -）は、日本のお笑いタレント。ふくしまボンガーズのユニット「柴犬」をしなだマンと組んでいる。2009年10月までは横山由美子と組んだ音姫のユニットだった。福島県白河市出身。身長152cm。

## 出演
テレビ番組
- 『ゴジてれ Chu!』（福島中央テレビ） - 月曜「日本一周ぷくっ旅」